# Giza
Giza (arab. ‏الجيزة‎, Al-Ǧīza; egip. arab. Ig-Gīza) – miasto w Egipcie, na zachodnim brzegu Nilu, naprzeciw Kairu. W 2006 roku liczyło ok. 3,1 mln mieszkańców, co czyni je trzecim pod względem liczby ludności miastem w kraju. Wchodzi w skład aglomeracji Kairu.
Giza znana jest jako miejsce jednych z najbardziej imponujących budowli starożytności, powstałych na tym terenie w większości w XXV w. p.n.e., przy czym słynne piramidy w Gizie oddalone są o ok. 8 km od centrum starożytnej Gizy. Kompleks piramid oraz pozostałości państwa były atrakcją turystyczną już w starożytności, kiedy niektóre z budowli liczyły 2000 lat.

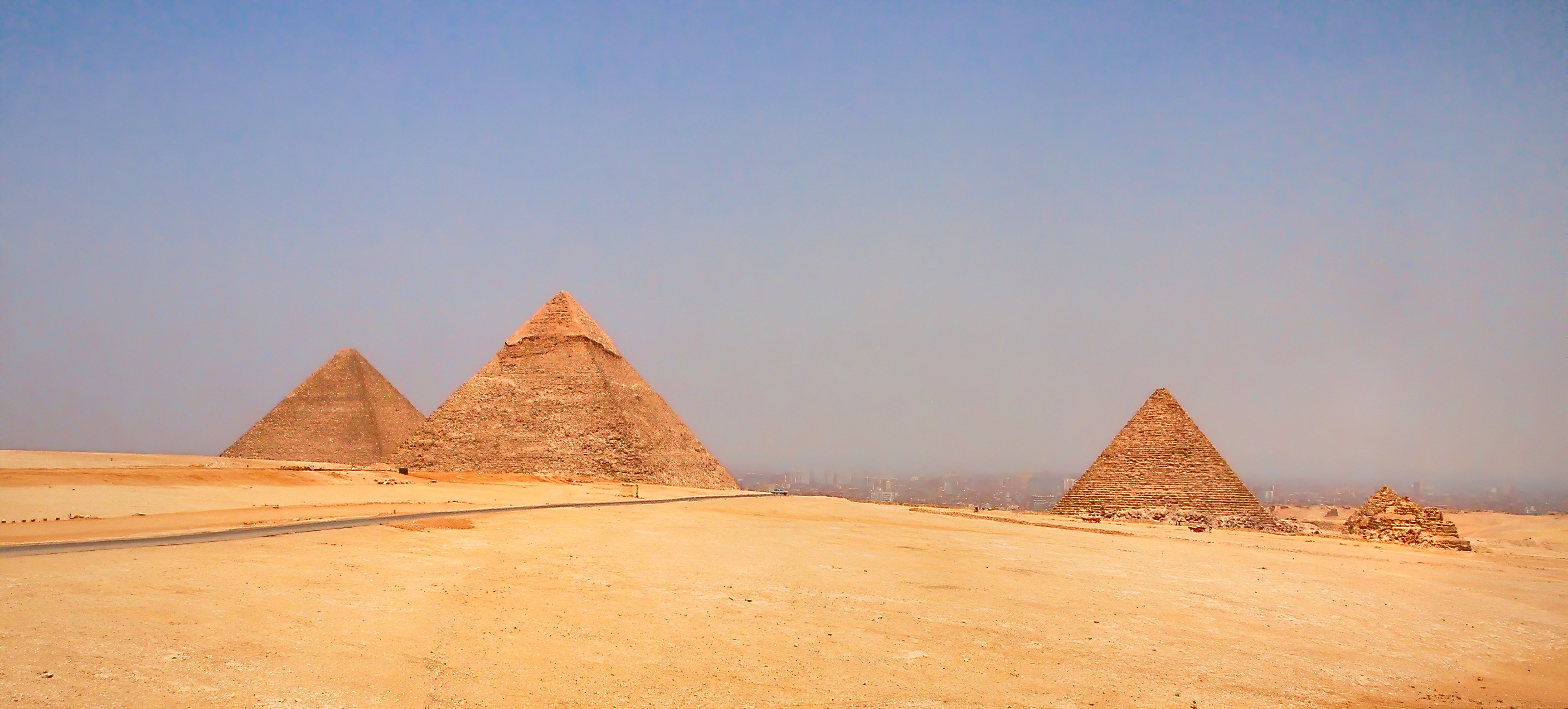
Piramida Cheopsa w Gizie